# Louis Brandeis
Louis Dembitz Brandeis (n. 13 noiembrie 1856, Kentucky, SUA – d. 5 octombrie 1941, Washington, D.C., District of Columbia, SUA) a fost un jurist american, evreu de origine, judecător cu concepții liberale la Curtea Supremă a Statelor Unite între anii 1916-1939, cunoscut și ca unul din conducătorii mișcării sioniste din Statele Unite. A fost activ în apărarea dreptului la protecția vieții private, a dreptului la expresie și a luptat pentru limitarea exceselor marilor monopoluri.
Născut la Louisville, Kentucky, din părinți evrei imigranți din Boemia care i-au dat o educație laică. A frecventat școli din Kentucky și Germania. Brandeis a absolvit la 20 ani facultatea de drept a Universității Harvard, cu nota medie cea mai înaltă din istoria acestei instituții. Stabilindu-se la Boston, el a înființat acolo o firmă de avocați (care mai functioneaza si in zilele noastre sub numele Nutter MacClennen&Fish) și s-a făcut renumit ca un apărător al cauzelor sociale progresiste. 
Începând din anul 1890 el a elaborat conceptul de „drept la viață privată” (right to privacy) despre care a publicat un articol cu acest titlu în „Harvard Law Review”, și care a fost apreciat de cercetătorul jurist Roscoe Pound ca fiind echivalent cu adăugarea unui capitol în legislația americană.
Mai târziu Brandeis a publicat o carte intitulată „Banii altora și cum sunt folosiți ei de către de bancheri" („Money And How the Bankers Use It”), în care a sugerat mijloace de a diminua puterea marilor bănci și a trusturilor financiare. În aceeasi direcție, Brandeis a combătut și mai târziu corporațiile atotputernice, monopolurile, corupția publică și consumismul, toate acestea prejudiciind, în viziunea sa, valorile și civilizația americană.  
Pe plan evreiesc, Brandeis a devenit activ în mișcarea sionistă, văzând în proiectul acesteia o soluție a antisemitismului din Rusia și Europa ,precum și o cale de a da poporului evreu un nou elan spiritual.
Când bunăstarea familiei sale a devenit asigurată, Brandeis si-a dedicat cea mai mare parte a timpului cauzelor publice si a fost denumit din acest motiv „Avocatul poporului”. A apărat diferite cazuri pro bono, simțindu-se astfel liber de a lărgi dezbaterea în chestiunile în care a fost implicat. Magazinul „The Economist” l-a poreclit „Un Robin Hood al justiției”. Între cazurile cele mai notabile în care s-a evidențiat la început sunt de menționat acțiunile sale de combatere a monopolurilor căilor ferate, apărarea locurilor de muncă și legile muncii și susținerea ideilor sale în legătură cu constituirea unei noi Comisii Federale de Comerț (FTC). El s-a făcut cunoscut și prin Documentul Brandeis, care a promovat sprijinirea dovezilor
în justiție pe expertizele unor martori specialiști din alte profesii. 
Brandeis a murit la Washington D.C. în anul 1941.

## Biografie

### Copilăria și tinerețea
Brandeis s-a născut sub numele de Louis David Brandeis în 1856 la Louisville, Kentucky, ca mezin între patru copii. Părinții săi, Adolph Brandeis și Frederika născută Dembitz erau evrei așkenazi care au emigrat în Statele Unite, părăsindu-și casele lor părintești din Praga, capitala regatului Bohemiei, pe atunci parte a Imperiului Austriac. Ei emigraseră împreună cu o parte din familiile lor, din motive economice și politice. Revoluțiile  „Primăverii popoarelor” din 1848 aduseseră cu ele vremuri instabile din punct de vedere politic și familiile Brandeis și Dembitz, deși cu vederi liberale și simpatizante ale revoluționarilor, au fost șocate de violențele antisemite care au izbucnit la Praga în zilele când orașul a fost controlat de răsculați.
Pe deasupra, Imperiul Habsburgic a impus taxe asupra negoțurilor evreiești. Părinții l-au trimis pe Adolph Brandeis în America pentru tatona terenul pentru o eventuală emigrație a întregii familii. El a petrecut câteva luni în Midwest și a fost impresionat de instituțiile națiunii și de toleranța pe care a întâlnit-o la oamenii pe care i-a cunoscut. A scris acasă soției, „Progresul Americii este triumful drepturilor omului.”
Familia Brandeis a ales să se stabilească la Louisville, între altele, fiindcă era un port prosper pe malul unui fluviu.
Copilăria timpurie a lui Louis a fost marcată de Războiul Civil American  care a silit familia să-și caute temporar adăpost în Indiana. 
Familia Brandeis avea vederi aboliționiste care supărau pe vecinii lor din Louisville. Tatăl lui Louis a construit o mare afacere de comerț de grâne. Cuprinsă la un moment dat de panică în legătură cu situația economică, familia s-a mutat în 1872 în Europa, de unde s-a întors în 1875.
Familia Brandeis era considerată o familie „cultivată”, care se ferea să discute despre afaceri și bani la masă, preferând subiecte legate de istorie , politică  și cultură. Louis s-a familiarizat în copilărie cu cultura germană, citindu-i, între alții, pe Goethe și pe Schiller și ascultând muzică de Beethoven și Schumann.
În timp ce familia lărgită era mai credincioasă, părinții lui Louis Brandeis erau evrei asimilați . Ei sărbătoreau și Crăciunul împreună cu cea mai mare parte din comunitate, privind aceasta sărbătoare printr-o prizmă laică și nu religioasă. Părinții și-au crescut copiii ca „idealiști mândri” evitând să-i facă dependenți de religie.
După biograful Melvin Urofsky, Brandeis a fost influențat în mare măsură de unchiul său Lewis Naphtali Dembitz. Acesta era un evreu practicant al religiei și era foarte activ în mișcarea sionistă.Mai târziu Brandeis și-a schimbat numele de mijloc din David în Dembit în onoarea unchiului. După pilda acestuia a devenit și el un activist sionist. Unchiul era un om cu o educație rafinată, meloman și iubitor de lectură, care în 1860 a fost delegat la convenția Partidului Republican la care Abraham Lincoln a fost ales candidat la președinție.

#### Studiile
Brandeis a fost un elev eminent, care la 14 ani a absolvit liceul de băieți din Louisville cu cele mai bune rezultate. La 16 ani, în timpul studiilor la Universitatea Școlilor Publice din Louisville, a obținut medalia de aur pentru excelență în învățătură. În vremea șederii familiei în Germania, vreme de doi ani Brandeis a învățat la liceul Annenschule din Dresden, în Saxonia, de asemenea cu rezultate excepționale. După spusele sale mai târziu, el își datora capacitatea de gândire critică și dorința de a studia dreptul în America acestei perioade din tinerețea sa.
Întors în Statele Unite în anul 1875, Brandeis a intrat la 18 ani la facultatea de drept a Universității Harvard. În acei ani sistemul de predare a științelor juridice a trecut acolo de la metode tradiționale bazate pe memorare, la o metodă socratică mai flexibilă și interactivă de însușire a raționamentului juridic, prin discutarea cazurilor din trecut (Casebook). Brandeis s-a adaptat cu ușurință la noile metode, fiind activ in discuțiile din clasă, și alăturându-se clubului Pow-Wow în care se simulau procese și pledoarii.  
În ciuda problemelor cu văzul, el a izbutit să termine studiile ca șef de promoție, având punctajul cel mai ridicat din istoria de până atunci a facultății de drept, record pe care l-a păstrat vreme de opt decenii.
După cum a mărturisit mai târziu, acei ani de studii au fost pentru el printre cei mai fericiți din viața lui. Cambridge, SUA, i se părea centrul întregii lumi.

### Începutul carierei
După absolvire, a continuat să se perfecționeze la Harvard încă un an întreținându-se în această vreme din lecții particulare pentru studenți. 
În 1878 a fost primit în baroul avocaților din statul Missouri și a început să lucreze la un birou avocațial din St.Louis. Atunci și-a publicat primyl său articol în domeniul profesional. După șapte luni, săturat de cazuri minore, a preferat să accepte oferta unui coleg de facultate, Samuel D.Warren, de a înființa împreună în 1879 un birou propriu la Boston. Warren, care îi era bun prieten și s-a clasat al doilea după Brandeis în clasă, era fiul unei familii înstărite din Boston și noua lor firmă putea să beneficieze de legăturile familiei sale.
Între timp, Brandeis a fost vreme de doi ani asistent al lui Horace Gray, judecătorul suprem al statului Massachusetts
La baroul din Massachusetts a fost primit fără examen, ceea ce nu avea precedent.

### Primul birou avocațial:Warren și Brandeis

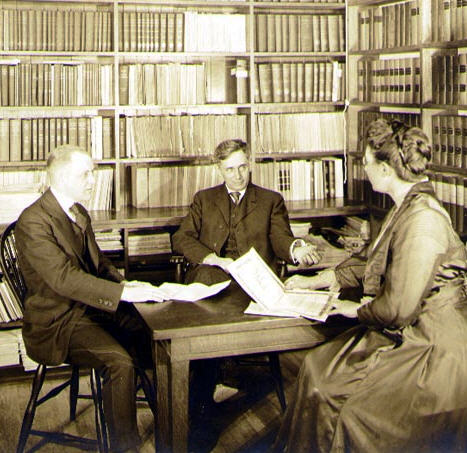
Brandeis în biroul său (în centru) în anul 1916.

Noul birou a avut în cele din urmă succes, atrăgând clienți atât din interiorul statului cât și din statele vecine. El a devenit unul birourile de avocați cele mai renumite din New England.În 1890 când venitul mediul al avocaților era de numai 3000 dolari pe an, Brandeis câștiga deja 50000 dolari pe an. 
Și unii din foștii profesori i-au trimis clienți, și cu timpul, Brandeis și-a asigurat o bază financiară și libertatea de a asuma un rol activ în susținerea unor cauze care i se păreau însemnate.
Ca partener la biroul avocațial, el lucra ca consilier al unor antreprize, dar și ca avocat pledant, delectându-se cu sfidările din tribunale.   
La 6 noiembrie 1889 a pledat prima dată în fața Curții Supreme a Statelor Unite în favoarea Companiei Căilor Ferate din Wisconsin și a avut câștig de cauză
La scurt timp după aceea, judecătorul suprem Melville Fuller l-a recomandat unui prieten ca pe cel mai bun avocat pe care l-a cunoscut pe coasta de est a Statelor Unite. 
Înainte de a prelua un caz, Brandeis insista ca oamenii de afaceri care i se adresau să accepte două condiții: să nu contacteze prin intermediari, ci cu clientul în persoană, și să i se acorde permisiunea de a da sfaturi în aspectele relevante ale afacerilor firmei. 
Brandeis prefera să fie consultant și consilier, decât doar un strateg al intentării de procese, aceasta permițându-i să-și sfatuiască clienții cum să evite probleme ca procese, greve sau alte crize. 
Prefera însă să nu ia în sarcină cazuri pe care le considera nejuste. Dacă prelua un caz în care nu era sigur de dreptatea clientului, îl prevenea pe acesta ca se va ocupa de caz numai ca sa obțină un rezultat echitabil pentru toate părțile. 
Firma lui Brandeis și Warren a continuat să existe până în zilele noastre, astăzi sub numele Nutter McClennen & Fish.

### Dreptul la confidențialitate
Brandeis a definit noțiunile moderne al dreptului individual la confidențialitate într-un articol pe care l-a publicat împreună cu partenerul său, Warren, în revista „Harvard Law Review” din 15 devembrie 1890, intitulat „The Right to Privacy.”
Stimulat de supărarea provocată de publicitatea ofensatoare în jurul activităților sociale ale familei Warren, articolul sugera un nou concept juridic care urmă să influențeze legislația viitoare.Plecând de la analogii cu legile privitoare la defăimare, la proprietatea literară și la ascultările clandestine, Brandeis a susținut că interesul central, chiar daca nu formulat explicit, care este apărat în aceste domenii, este interesul în integritatea personală, „dreptul de a fi lăsat in pace”, care trebuie apărat de violări, cu excepția cazurilor unor motive obligatorii de ocrotire a bunăstării publice.   
Brandeis vedea în emoții o expresie pozitivă a naturii umane, și de aceea  vedea în protejarea confidențialitătii lor o apărare împotriva reprimării spiritului uman.
Între anii 1888-1890 Brandeis și Samuel Warren  au scris trei articole științifice în revista Harvard Law School. Al treilea dintre ele, „Dreptul la viața privată, era cel mai important. Juristul Roscoe Pound aprecia că acest articol nu a făcut nimic mai puțin decât adăugarea unui capitol la legislația noastră,.
” 
Brandeis și Warren au discutat chestiunea fotografiilor instantanee, care erau o inovatie recentă în jurnalistică, și care permiteau publicarea de fotografii și afirmații ale unor individizi fără consimțământul lor. Ei au sustinut ca persoanele erau în felul acesta lezate în mod permanent și că această practică slăbea „standardurile morale ale întregii societăți.”
Ei au scris: Dreptul individului la protecția persoanei și a proprietății sale este vechi cât dreptul comun; în schimb, din când în când a fost necesar de a defini natura exactă și amploarea acestei protecții. Schimbările politice, sociale și economice antrenează recunoașterea unor noi drepturi și dreptul comun, veșnic tânăr, crește pentru a se adapta la cerințele societății. 
Presa depășește în toate direcțiile limitele evidente ale proprietății și decenței. Bârfa nu mai este resursa leneșului și a viciosului, ci a devenit o marfă, care este căutată cu dibăcie și în acelaș timp, cu impertinență. Detalii ale unor relații sexuale sunt difuzate pe coloanele cotidianelor pentru a satisface un gust lasciv... Intensitatea și complexitatea vieții, odată cu înaintarea civilizației, au făcut necesară o anumită retragere din lume, și omul, sub influența rafinantă a culturii, a devenit mai sensibil la publicitate, în așa fel încât solitudinea și viața privată au devenit mai însemnate pentru individ; dar cutezanța și inventivitatea modernă l-au supus, prin violări ale spațiului său privat, la o durere și la o suferință psihică, cu mult mai mari decât cele provocate de o leziune pur fizică.
Istoricul Wayne McIntosh a scris că responsabilitatea civilă delictuală propusă de Brandeis și Warren a așezat națiunea pe un traseu legal de o așa mare importanță,încât în cele din urmă a depasit cu mult modestele ei începuturi. Tribunale de stat și dezbateri parlamentare și-au găsit inspirația în lucrarea lui Brandeis și Warren. În 1905 Curtea Supremă a statului Georgia a recunoscut dreptul la viață privată într-un caz în care erau implicați niște fotografi.În 1909 statele California, New York, Virginia și Utah au adoptat statute care stabilesc dreptul la viață
privată. În 1939 Institutul American de Drept a recunoscut și el acest drept în cadrul dreptului comun. Mulți ani mai târziu, dupa ce adevenit judecator în Curtea Supremă, Brandeis a analizat dreptul la viața privată în faimoasa sa opinie minoritară în sentința din procesul Olmstead vs.Statele Unite

### Brandeis ca „progresist”
Având o conștiință socială ascuțită, Brandeis a devenit un conducător în „Mișcarea progresistă” care milita contra corupției și a folosit legea ca instrument al schimbărilor sociale. Între anii 1897-1916 s-a aflat în centrul multiplelor cruciade reformiste  care au afectat societatea americană.
S-a luptat pentru asigurarea unor franșize cinstite în domeniul transportului la Boston și în 1907 a lansat o luptă care a durat șase ani pentru a împiedica pe bancherul J.P. Morgan să acapareze monopolul căilor ferate din New England.
După demascarea unei fraude de asigurări în anul 1906, Brandeis a pus la punct planul Massachusetts de protecție a micilor salariați printr-o asigurare pe viață a economiilor lor.  
Brandeis a sprijinit mișcarea pentru protecția mediului inconjurator (conservation movement) și în anul 1910 a jucat un rol de frunte în investigarea disputei Pinchot-Ballinger

### Activitatea ca sionist
Brandeis s-a declarat sionist în anul 1910, în mare măsură, sub influența prietenului său Jacob De Haas. Este posibil ca aceasta a fost si o reactie la atacurile antisemite la care a asistat din partea unora din adversarii săi.
În 1914 el a fost ales presedinte al Comitetului executiv sionist din Statele Unite. În scrierile sale el a subliniat ca dreptul evreilor la un stat face parte din dreptul lor la egalitate. El a sprijinit procesul politic care a dus la Declarația Balfour din 1917. În anul 1919 el a vizitat Palestina. Cu aceasta ocazie el a întâlnit și reprezentanți ai evreilor orientali și sefarzi din țară, Yossef Eliyahu Shlush (Chelouche) și Yehoshua Abrabiya, cărora le-a pus întrebări în legătură cu coexistența cu locuitorii arabi.
În cuvântările sale în problema sionistă Brandeis punea accent pe încurajarea productivității și a asigurarii autonomiei economice a evreilor în Palestina:
„Acesta e adevăratul patriotism: să știi să faci o supă bună în Palestina...nu e o contribuție adevărată să pui pe altul să-ți facă supa . Nici să primești salariu pentru planificarea facerii supei”
În anul 1920 a izbucnit o criză între Brandeis și Haim Weizmann, conducătorul Organizației Sioniste ]n legătură cu rolul acesteia în conducerea economică a construirii căminului național evreiesc în Palestina. Deși era văzut în Statele Unite ca un om cu vederi de stânga, Brandeis se opunea conducerii economice centralizate în mâinile Organizației Sioniste Mondiale, inclusiv în materie de strângere de fonduri, și era pentru conferirea de libertăți organizațiilor locale și capitalului privat. În urma acestei crize, Brandeis și colaboratorii săi au părăsit conducerea Organizației Sioniste, dar a continuat să sprijine organizația până la sfârșitul vieții.     
În 1937 Brandeis a făcut eforturi să-l convingă pe președintele F.D.Roosevelt să se opună Planului Comisiei Peel, conform căruia doar 20 % din Palestina sub mandat britanic urmau să fie atribuite evreilor.
Brandeis a avut legături de prietenie cu Aharon Aharonson, a cărui stațiune agricolă experimentală l-a entuziasmat, de asemenea a avut relații strânse cu David Ben Gurion.

## Viața particulară
În anul 1890 Brandeis s-a logodit cu Alice Goldmark din New York. El avea 34 ani și până atunci nu găsise multă vreme pentru a curta femeile. Alice era fiica lui dr.Joseph Goldmark, medic, fratele compozitorului evreu maghiar Karl Goldmark și care emigrase în America din Imperiul Austriac, după eșecul revoluțiilor de la 1848. Cei doi tineri s-au căsătorit la 23 martie 1891 printr-o ceremonie civilă la domiciliul părinților miresei la New York.  Apoi perechea s-a mutat într-o casă modestă din Beacon Hill în districtul Boston. Li s-au născut două fiice, Susan (născută în 1893) și Elizabeth (născută în 1896) 
Alice Brandeis a sprijinit hotărârea soțului ei de a dedica cea mai mare parte a timpului cauzelor publice. Familia Brandeis a dus o viață îndestulată, dar fără un lux excesiv. Cu timpul au putut să achiziționeze o casă de vacanță la Dedham, Massachusetts. unde și-au petrecut multe din sfârșiturile de săptămână și concediile de vară.
Cum însă la un moment dat sănătatea sotiei sale s-a șubrezit, Brandeis a trebuit să-și găsească timp și pentru ocupații casnice. 
Cei doi soți s-au ținut departe de viața mondenă a celor din clasa lor socială, arareori organizând cine cu mulți invitați și evitau în timpul vacanțelor sa apeleze la hotelurile cele mai luxoase. Deși era membru într-un club de polo, nu a jucat acest sport.  Nu poseda un iaht, în schimb îi plăcea să vâslească barca sa de canoe pe râul care curgea în vecinătatea cottage-ului său din Dedham.

## In memoriam
În Statele Unite:
- Universitatea Brandeis din Waltham, Massachusets, care decernează mai multe medalii în memoria sa, și care găzduiește o colecție de documente personale ale sale.
- Facultatea de drept a Universității din Louisville, Kentucky, îi poartă numele; ea decernează Medalia Brandeis
- 2009 - înființarea revistei de drept Brandeis Law Journal
- Centrul Brandeis pentru Drepturile Omului reflectate în lege, s-a înființat la Washington D.C.
- un liceu în San Antonio, și mai multe școli evreiești particulare, o societate evreiască de drept, centre ale organizației de tineret a Bney Brith
- 1973 - bustul său a fost postat în Hall of Fame a celor mai mari americani, în Bronx

În Israel:
- în memoria sa a fost numite kibuțul Ein Hashofet (în traducere:Izvorul Judecătorului) (1937), cartierul Brandeis (fost Kfar Brandeis) din orașul Hadera, pădurea Brandeis dintre Kiryat Bialik și Kiryat Ata, mai multe străzi (de exemplu strada Brandeis din Tel Aviv) și școli (ex. în Herzliya Bet și școala Seligsberg-Brandeis  din cartierul Talpiot Est).